# Sokolov
Sokolov (fino al 1948 Falknov nad Ohří, in tedesco Falkenau an der Eger) è una città della Repubblica Ceca, capoluogo del distretto omonimo, nella regione di Karlovy Vary.

## Geografia
Sokolov si trova a circa 16 km a sudovest di Karlovy Vary, in gran parte all'interno del Bacino di Sokolov. La parte esterna del territorio municipale si estende fin dentro la Foresta di Slavkov e comprende il punto più alto di Sokolov, la collina Zelený močál a 797 m s.l.m.. La città è attraversata dal fiume Ohře. 

## Storia
La prima citazione di Sokolov risale al 13 aprile 1279 con il nome di Falkenau / Falknov. La città era proprietà delle nobili famiglie Nothaft e successivamente degli Schlick. La famiglia Schlick vi costruì un piccolo castello che fu poi ricostruito come un normale castello nel XVI secolo.
Dopo la Battaglia della Montagna Bianca la famiglia Nostic ottenne Sokolov. Durante la guerra dei trent'anni la città e il castello furono bruciati più volte. La città e il castello furono restaurati negli anni 1760 da Jan Hartvík Nostic. Nel 18º secolo, ci fu una grande espansione di attività artigianali urbane e di crescita del luppolo.
Fino al 1918, la città faceva parte della monarchia austriaca (Parte dell'Austria dopo il compromesso del 1867), capoluogo del distretto Falkenau a.d. Eger, uno dei 94 Bezirkshauptmannschaften in Boemia. Nel 1919, la città, facendo parte dell'area linguistica tedesca, fu proclamata parte della Repubblica dell'Austria tedesca, ma poco dopo divenne parte della Prima Repubblica cecoslovacca.
Dal 1938 al 1945 fu una delle municipalità dei Sudeti. Durante la seconda guerra mondiale, Falkenau fu il luogo di un sottocampo del Campo di concentramento di Flossenbürg. Il campo a Falkenau fu occupato dalla 1ª Divisione di Fanteria dell'Esercito degli USA il 6 maggio 1945. Quasi tutta la popolazione della città, trattandosi di tedeschi, fu espulsa dopo il 1945.